# Hot Springs Village
Hot Springs Village è un census-designated place (CDP) degli Stati Uniti d'America, situato in Arkansas, diviso tra la contea di Garland e la contea di Saline.